# یوجین رابرت بلک
یوجین رابرت بلک (انگلیسی: Eugene Robert Black; ۷ ژانویهٔ ۱۸۷۳ – ۱۹ دسامبر ۱۹۳۴) سیاست‌مدار اهل ایالات متحده آمریکا بود.
وی ششمین رئیس بانک مرکزی آمریکا بود.